# Ammophilomima basilewskyi
Ammophilomima basilewskyi là một loài ruồi trong họ Asilidae. Ammophilomima basilewskyi được Janssens miêu tả năm 1953. Loài này phân bố ở vùng nhiệt đới châu Phi.